# Yoshiaki Miyanoue
Yoshiaki Miyanoue (宮之上貴昭, Miyanoue Yoshiaki) (Tokio, 7 oktober 1953) is een Japanse jazzgitarist.

## Biografie
Yoshiaki Miyanoue begon op zijn tiende als autodidact gitaar te spelen, in de vroege jaren 70 werd hij professioneel muzikant. In 1978 kwam hij met zijn debuutalbum What's Happened? Miya (Think!), waaraan Naoki Kitajima, Yuzo Yamaguchi en Minoru Sakata meewerkten. In de jaren 80 volgden de platen Song for Wes (met o.m. Philly Joe Jones), Mellow Around (King Records, 1981), Touch of Love (met Jimmy Smith) en Dedicated to Wes Montgomery (1985). Hij toerde in China, Australië en Amerika. Hij werkte tijdens zijn loopbaan met Toshihiko Kankawa, Masato Imazu, Isao Suzuki, Shuji Atsuta, in 1997 met Andy Simpkins (Presents Yoshiaki Miyanoue's L.A. Connection, o.a. met Frank Collett, Sherman Ferguson), in het begin van de 21ste eeuw met Shuji Atsuta, Yoshiki Uta en Makoto Ota. Na een plaat met Wes Montgomery-nummers (I Remember Wes) nam hij een soloalbum op (Reflection - Solo Guitar Alone). In de jazz was hij tussen 1978 en 2015 betrokken bij 24 opnamesessies.

## Discografie (selectie)
- Song for Wes (King, 1981), met Philly Joe Jones
- Mellow Around (King, 1981), met Yuzo Yamaguchi, Minoru Sakata, Masato Kawase, Naoki Kitajima, Takashi Ohi
- Touch of Love (Vap, 1981), met Jimmy Smith, Kenny Dixon, Hiroshi Hatsuyama, Q. Ishikawa, Yuzo Yamaguchi
- Dedicated to Wes Montgomery (Paddle Wheel, 1985), met Hideaki Yoshioka, Fumihiko Hirose, Hideto Kanai, Yuzo Yamaguchi, Kazuyoshi Okayama
- Smokin’ (Paddle Wheel, 1991), met Makoto Oka, Masaaki Imaizumi, Hideaki Yoshioka,  Noriaki Matsushima, Dairiki Hara
- I Remember Wes (2011), met Yuichi Inoue, Akiyoshi Shimizu, Tetsutaro Kude)